# 横堀久雄
横堀 久雄（よこぼり ひさお、1965年1月19日 - ）は、日本のアニメーター。

## 参加作品
- The Blinkins,The Bear and The Blizzard (in-Betweener)
- Bugってハニー (動画)
- ルパン三世 風魔一族の陰謀 (動画)
- AKIRA (動画)
- NEMO/ニモ (動画)
- それいけ!アンパンマン (作画監督、原画)
- おじさん改造講座 (動画)
- おざなりダンジョン 風の塔 (原画)
- Tiny Toon Adventures:How I Spent My Vacation (Key Animator)
- チエちゃん奮戦記 じゃりン子チエ (原画)
- Batman: The Animated Series season 1
- Animaniacs Season 1 (Animation Services Director 共同)
- ルパン三世 くたばれ!ノストラダムス (原画)
- 耳をすませば (原画)
- バーチャファイター (原画)
- 名探偵コナン 14番目の標的 (原画)
- アメリカ物語 ファイベル/こころの宝物をさがして... (Animation Director)
- サイバーシックス (作画監督、原画)
- モンスターファーム～円盤石の秘密～ (作画監督)
- メダロット魂 (原画)
- バットマン ザ・フューチャー 甦ったジョーカー (Key Animator)
- 機巧奇傳ヒヲウ戦記 (原画)
- パタパタ飛行船の冒険 (作画監督 共同)
- WXIII 機動警察パトレイバー (原画)
- 猫の恩返し (原画)
- ぴたテン (原画)
- 犬夜叉 鏡の中の夢幻城 (原画)
- 犬夜叉 (原画)
- 無人惑星サヴァイヴ (設定、原画)
- 双恋 (原画)
- タイドライン・ブルー (設定、3Dアニメーション、原画)
- 真救世主伝説 北斗の拳 ラオウ伝 殉愛の章 (レイアウト)
- 映画ドラえもん のび太の恐竜2006 (原画)
- 無敵看板娘 (原画)
- 名探偵コナン 探偵たちの鎮魂歌 (原画)
- 結界師 (原画)
- Project BLUE 地球SOS (原画)
- 月面兎兵器ミーナ (原画)
- ピアノの森 (原画)
- ルパン三世 霧のエリューシヴ (CGアニメーション、原画)
- もやしもん (原画)
- 二十面相の娘 (原画、OP)
- バットマン ゴッサムナイト (原画)
- ソウルイーター (原画)
- 絶対可憐チルドレン (原画)
- 鋼の錬金術師 FULLMETAL ALCHEMIST (原画)
- レイトン教授と魔神の笛 (メカデザイン、美術デザイン)
- 鋼の錬金術師 ～暁の王子～ (カットシーンイラスト原画、インサートムービー原画)
- 鋼の錬金術師 ～黄昏の少女～ (カットシーンイラスト原画、インサートムービー原画)
- ひめチェン!おとぎちっくアイドル リルぷりっ (原画、OPED)
- いばらの王 (原画)
- おぢいさんのランプ (原画)
- ルパン三世 血の刻印 〜永遠のMermaid〜 (絵コンテ 共同、原画)
- 名探偵コナン 11人目のストライカー (原画)
- もやしもん リターンズ (原画、OP)
- アイカツ! -アイドルカツドウ!- (原画、第二原画)
- ゆゆ式 (原画)
- 進撃の巨人 (第二原画)
- 劇場版 HUNTER×HUNTER -The LAST MISSION- (原画)
- LUPIN THE IIIRD 次元大介の墓標 (原画)
- 戦国BASARA Judge End (原画、OP、ED)
- 新・世界樹の迷宮2 ファフニールの騎士 (キーアニメーション)
- ルパン三世 (2014年の映画) (キャラクターデザイン、原画)アニメパート
- ルパン三世 (2015年TVシリーズ) (キャラクターデザイン、絵コンテ、演出、総作画監督、作画監督、原画、OP)
- ルパン三世 イタリアン・ゲーム (キャラクターデザイン、作画監督 共同)
- PHANTASY STAR ONLINE 2 (原画)
- チェインクロニクル ～ヘクサイタスの閃～ (原画、演出、総作画監督、総作画監督補佐、OP)
- LUPIN THE IIIRD 血煙の石川五ェ門 (原画)
- ルパン三世 PART5 (キャラクターデザイン、絵コンテ、演出、作画、原画、OP)
- つくもがみ貸します (原画、OP)
- ムタフカズ -MUTAFUKAZ- (原画)
- ルパン三世 ルパンは今も燃えているか? (キャラクターデザイン、プロップデザイン 共同)
- LUPIN THE IIIRD 峰不二子の嘘 (原画)
- 神之塔 - Tower of God - (原画、OP)
- イジらないで、長瀞さん (原画)
- ルパン三世 PART6 (キャラクターデザイン 0話)
- ブルーサーマル (原画、第二原画)
- LUPIN ZERO (エンディングアニメーション、絵コンテ、演出、原画)
- 七つの大罪 黙示録の四騎士 (絵コンテ、原画、OP1)